# Brillantaisia madagascariensis
Brillantaisia madagascariensis är en akantusväxtart som beskrevs av T. Anders. och Gustav Lindau. Brillantaisia madagascariensis ingår i släktet Brillantaisia och familjen akantusväxter. Inga underarter finns listade i Catalogue of Life.